# Lockheed L-18 Lodestar
Lockheed L-18 Lodestar bylo dvoumotorové transportní letadlo pro 15 až 18 cestujících vyráběné americkou společností Lockheed v Burbanku stát Kalifornie.

## Vývoj
První tři prototypy vznikly přestavbou starších letounů Lockheed Electra řady L-14-H a L-14-H-2. První z nich (NX17385) poprvé vzlétl 21. září 1939. 2. února 1940 byl zalétaný čtvrtý (NX25064), konstrukčně i výrobně nový stroj.
Lodestary byly Lockheedem nabízeny se širokou nabídkou motorů. L-18-07 poháněla dvojice motorů Pratt & Whitney Hornet S1E2-G o výkonu po 643 kW. L-18-08 a L-18-10 měly instalovány dvouhvězdicové pohonné jednotky Pratt & Whitney Twin Wasp S1C3-G po 882 kW, L-18-14 S4C4-G o stejném výkonu.
L-18-40 měl zabudované dva motory Wright Cyclone GR-1820-G104A po 882 kW, stejný výkon pak měly další verze Cyclonů u řady L-18-50, L-18-56, L-118-56 a L-218-56.

## Uživatelé

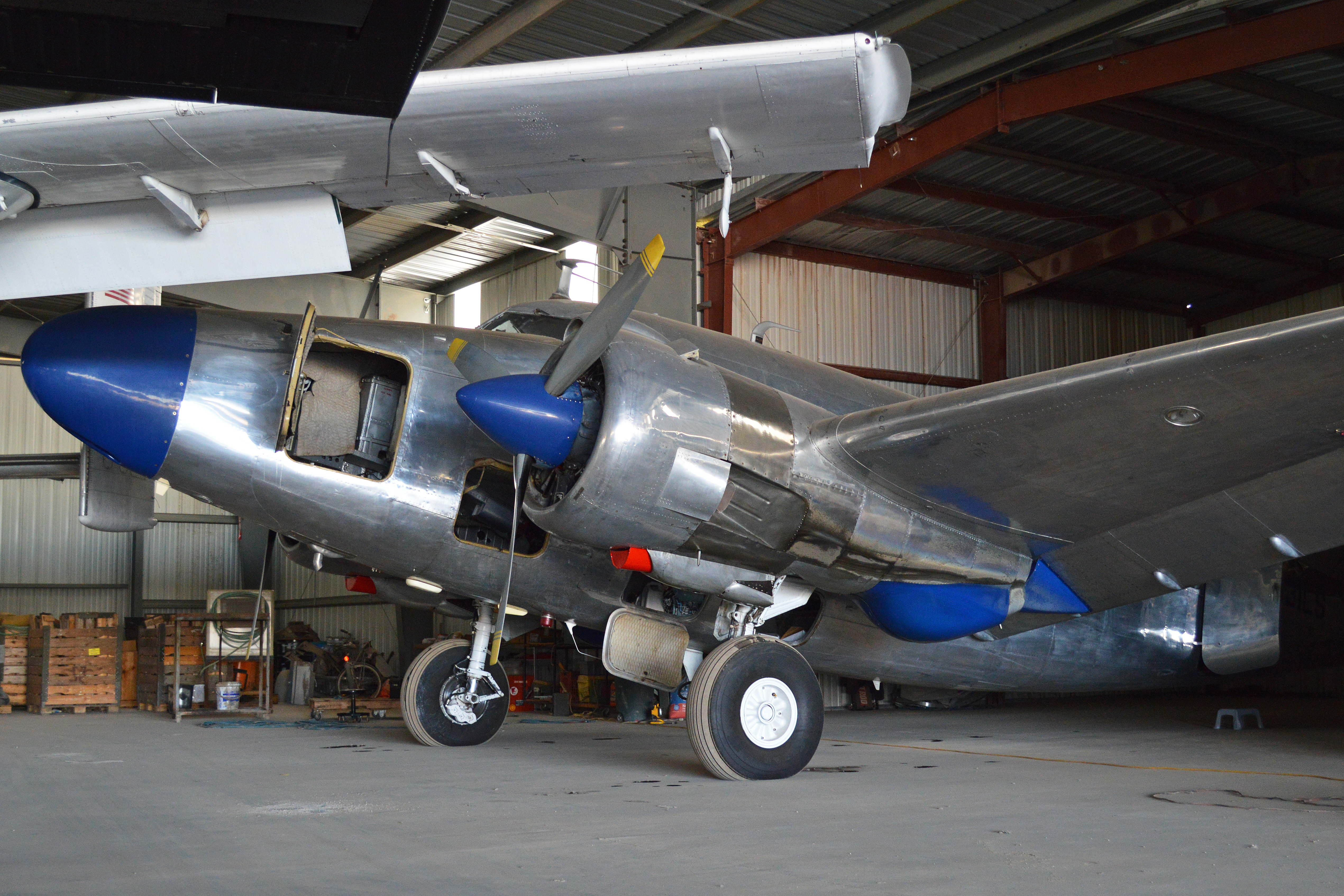
Lockheed Lodestar (N631LS), Eloy Municipal Airport, Arizona, USA

Jako první začala s Lodestary létat civilní dopravní společnost Mid-Continent Airlines v březnu 1940, nejvíce kusů (12) odebral dopravce Pan American. 96 strojů šlo na export civilním zákazníkům, přičemž největším se stal jihoafrický dopravce South African Airways s 29 letouny. Jedinou evropskou dopravní společností používající Lodestary se stala britská BOAC. Zakoupila 9 kusů a během druhé světové války jí přibylo dalších 29 strojů.
V létech 1942 a 1943 byla řada civilních Lodestarů zabavena pro USAAF pod označením C-56, C-57, C-59, C-60 a C-60A. US Navy a US Marine Corps užívaly Lodestary pod typovým označením R5O-1 až R5O-6.
Jeho nástupcem se stal Lockheed Ventura.

## Specifikace

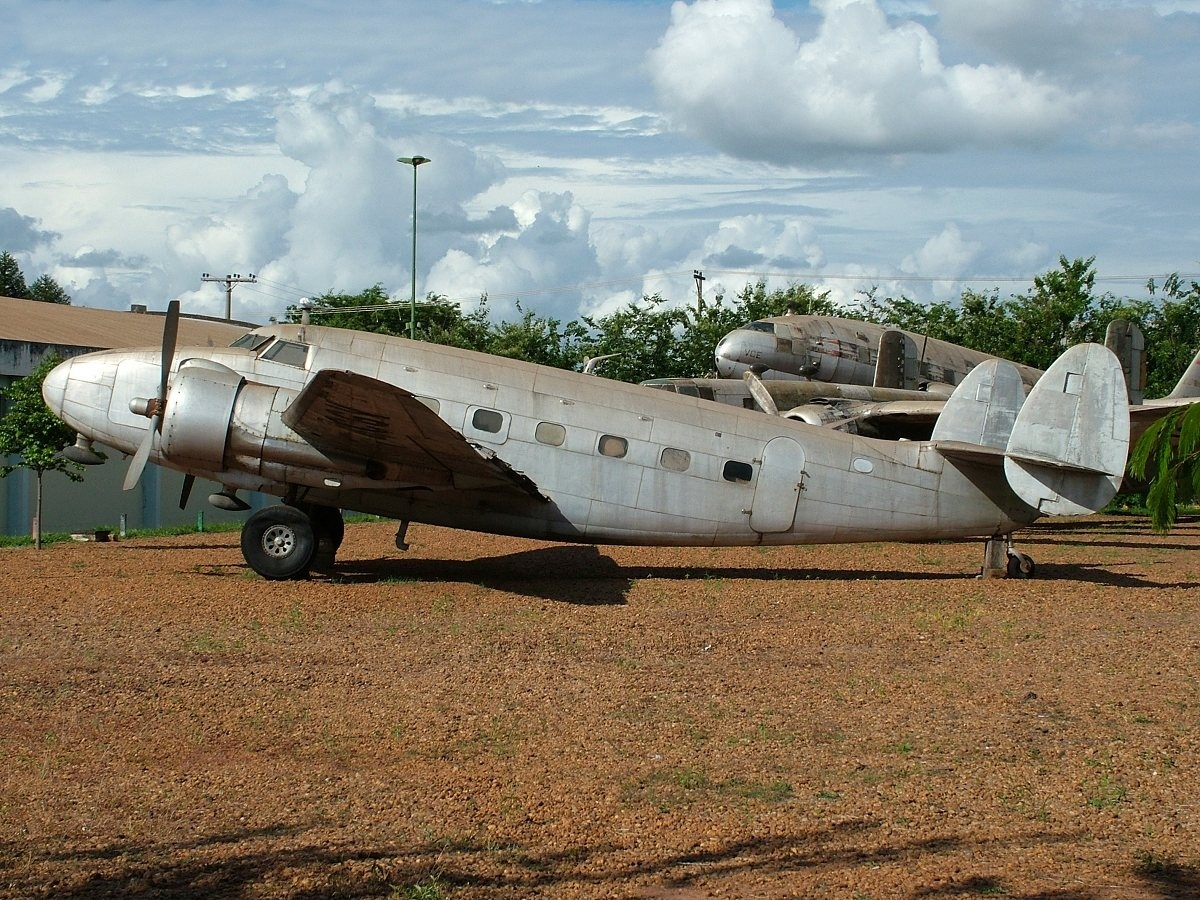
Lockheed L-18-56 Lodestar (PT-CGV), Bebedouro, Brazílie

Údaje dle

### Technické údaje
- Osádka:
- Kapacita:
- Rozpětí: 19,96 m
- Délka: 15,20 m
- Nosná plocha: 51,90 m²
- Hmotnost: 5 200 kg
- Vzletová hmotnost: 7 940 kg
- Pohonná jednotka:
- Výkon pohonné jednotky:

### Výkony
- Maximální rychlost: 430 km/h
- Cestovní rychlost: 380 km/h
- Stoupavost u země: 9,9 m/s
- Dostup: 8 000 m
- Dolet: 2 880–3 024 km